# Équipe de Namibie féminine de football
Cet article traite de l'équipe féminine. Pour l'équipe masculine, voir Équipe de Namibie de football.
Maillots
L'équipe de Namibie féminine de football est l'équipe nationale qui représente la Namibie dans les compétitions internationales de football féminin. Elle est gérée par la Fédération de Namibie de football.
La Namibie joue son premier match officiel le 25 octobre 2003 à Pretoria contre l'Afrique du Sud (défaite 13-0) dans le cadre des qualifications pour les Jeux olympiques d'été de 2004. Les Namibiennes jouent le Championnat d'Afrique féminin de football 2014 qui se déroule dans leur pays ; les Namibiennes sont éliminées en phase de groupes. 
Elles sont finalistes du Championnat féminin de la COSAFA 2006.

## Classement FIFA
| Année              | 2003 | 2004 | 2005 | 2006 | 2007 | 2008 | 2009 | 2010 | 2011 | 2012 | 2013 | 2014 | 2015 | 2016 | 2017 | 2018 | 2019 | 2020 |
| ------------------ | ---- | ---- | ---- | ---- | ---- | ---- | ---- | ---- | ---- | ---- | ---- | ---- | ---- | ---- | ---- | ---- | ---- | ---- |
| Classement mondial | 113  | 118  | 118  | 122  | 114  | 109  | 89   | 118  | 121  | 113  | 99   | 112  | 120  | 112  | 98   | 126  | 139  | 129  |

## Joueuses
- Zenatha Coleman
- Susanna Eises
- Lovisa Mulunga
- Jacqueline Shipanga